# Хя (тибетська літера)
Ха — 29-а буква алфавіту Тибету, позначає глухий глоттальний щілинний приголосний [h]. Числова відповідність: Ха — 29, Хі — 59, Ху — 89, Хе — 119, Хо — 149. Може бути лише складоутворюючою літерою, але утворює також цілий ряд лігатур для передачі звуків, запозичених з санскриту та китайського, наприклад:
- Індійський Гха — Файл:Гха Тибетський.PNG, китайський Фа — Файл:Фа тибетський.PNG та ін.

У словнику розділ літери ха займає близько одного відсотка обсягу.

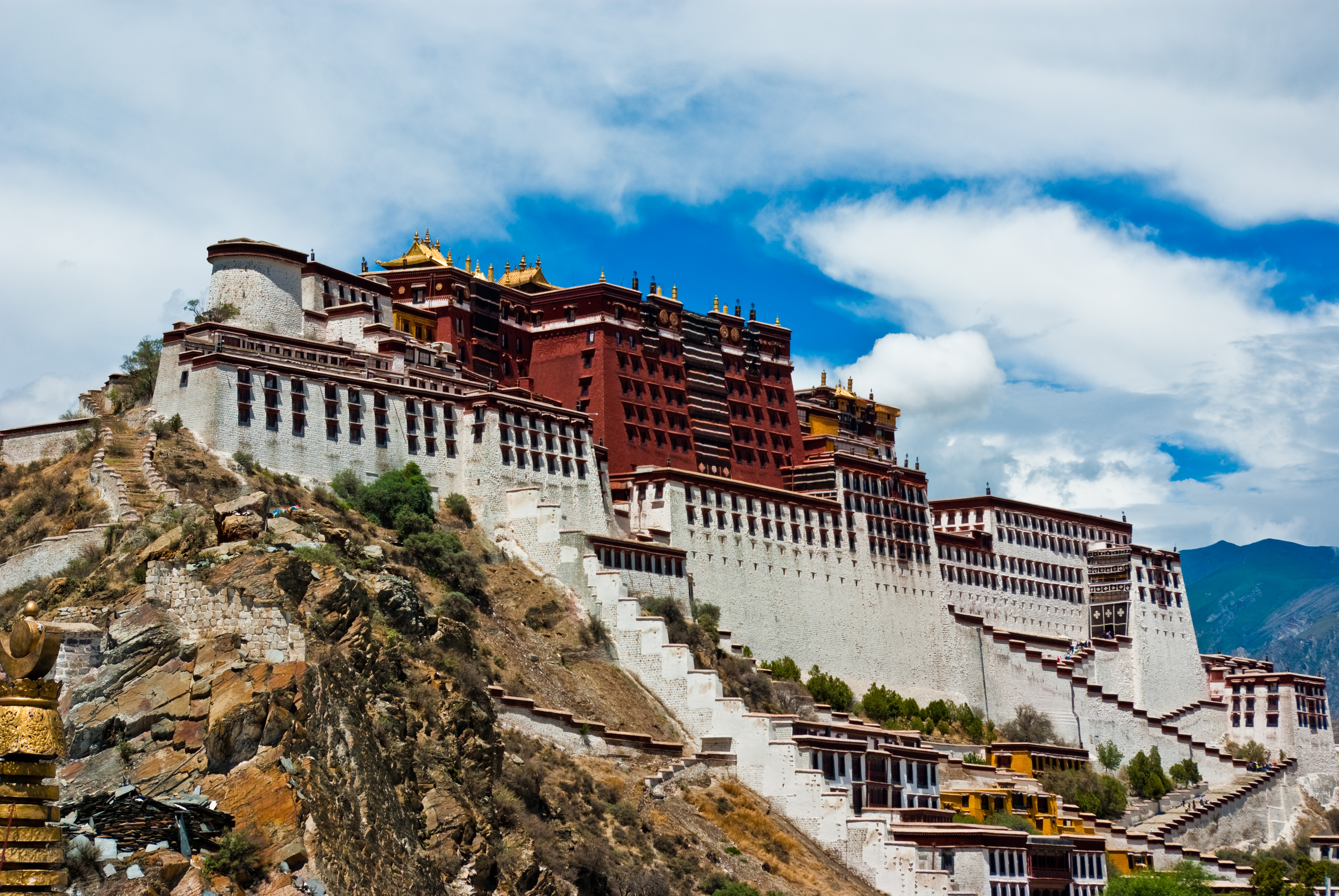
Лхаса (Хласа)
Ха уме Ха уме

## Харатахра
Файл:Хра-Тибет.PNG — під час передачі санскритських слів читається як «Хра», під час передачі китайських слів читається як «Ша».

## Лахаталха
Файл:Лха-Тибет.PNG — може читатися як «Лха» і як «Хла».

## Див також
- Тибетсько-російський словник Реріх Ю. Н. (Літера Ха — 10 том)
- Тибетсько-російська практична транскрипція